# La Noria (estación)
La Noria es una de las estaciones que forman parte del Tren Ligero de la Ciudad de México, perteneciente a la única línea existente del sistema. Se ubica al sur de la Ciudad de México en la alcaldía Xochimilco.

## Información general
El nombre proviene de la colonia a la que da servicio. El antiguo logo representaba un pozo de agua, pero el nuevo diseño es más relativo al nombre, ya que representa una verdadera noria. Una noria es un dispositivo hidráulico que consta básicamente de una rueda semisumergida a un cuerpo de agua el cual provoca su movimiento y llenado de los recipientes con los que se obtiene el agua.
Esta estación permaneció cerrada del 2 de mayo del 2020 al 31 de enero de 2021, debido al mantenimiento mayor que se realizó a todo el sistema del Tren Ligero.

## Esquema de estación
| Nivel de calle | Taquillas y acceso al andén |

| Andén | Dirección Tasqueña                               | ← hacia Tepepan   |
| Andén | Plataforma central, puertas abren a la izquierda |                   |
| Andén | Dirección Xochimilco                             | hacia Huichapan → |

## Lugares de interés
- Museo Dolores Olmedo
- Escuela Nacional Preparatoria 1